# Střemy
Obec Střemy se nachází v okrese Mělník, kraj Středočeský. Rozkládá se asi osm kilometrů severovýchodně od Mělníka. Žije zde 491 obyvatel.

## Poloha

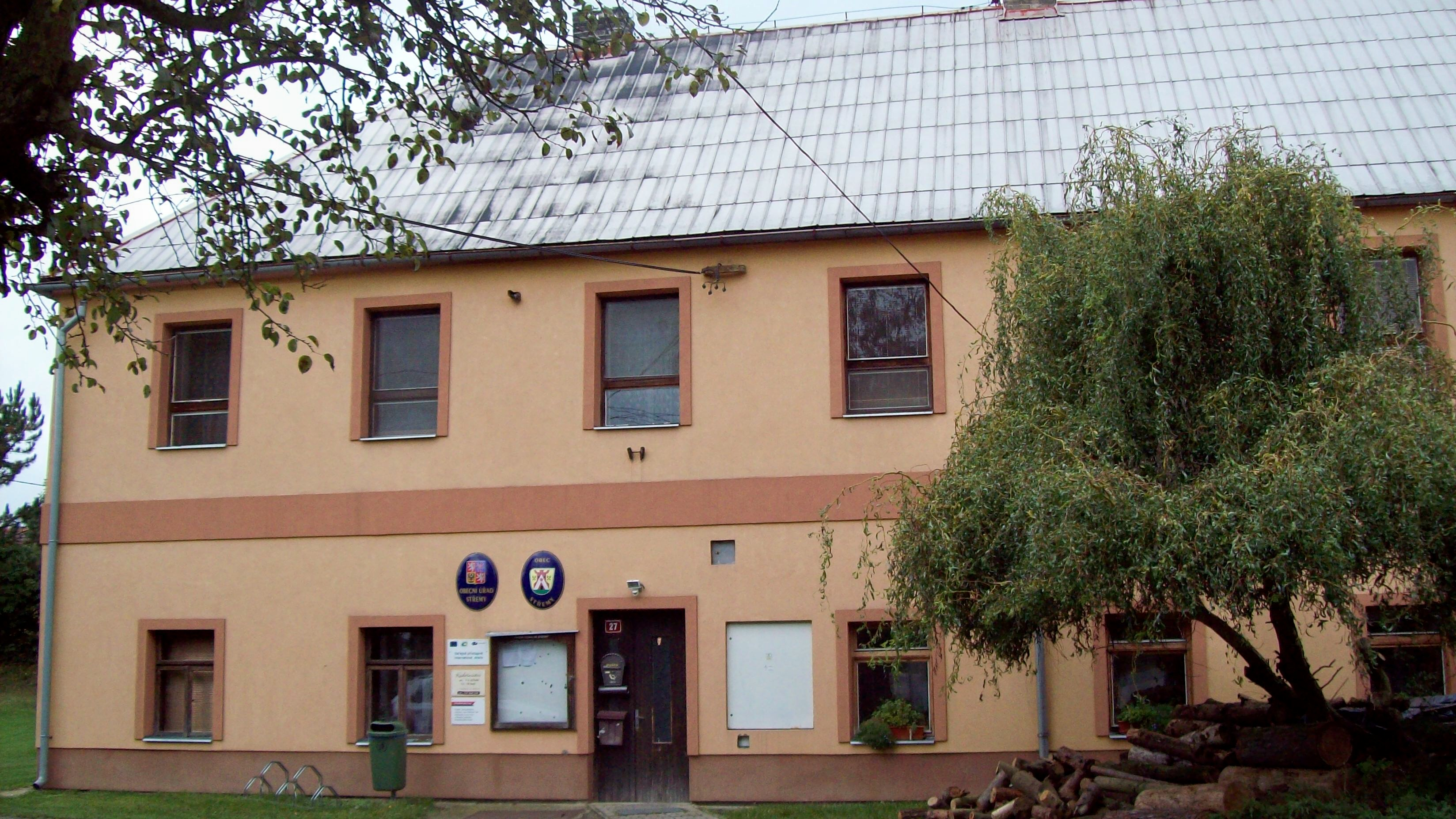
Obecní úřad

Obec Střemy leží ve zvlněné zemědělské krajině při jižním okraji Chráněné krajinné oblasti Kokořínsko – Máchův kraj, na úpatí Kurfirstského vrchu (304 m). Západně a jižně od vsi je údolí Pšovky, zaříznuté do pískovcové tabule. Z vrchu nad vesnicí i z jejího nejbližšího okolí se otevírají daleké výhledy do Polabí.

## Název
K pojmenování obce se váže tato pověst: Nad obcí se vypíná Kurfirstský vrch. Na tomto vrchu kdysi stávala tvrz. Protože koňské dvojspřeží nebylo schopno vyjet až na vrchol, byl na úpatí kopce vždy do povozu připřahán třetí kůň. Vrch bylo tedy možné vyjet S TŘEMI koňmi.
Antonín Profous uvádí v díle Místní jména v Čechách (díl 4.): „Střemy souvisí s adj. strmý. Naše adj. strmý má trojí význam: 1. příkrý, jäh, steil, 2. strmá voda = prudká, bystrá, 3. strmý člověk = prudký. Naše místní jméno je odevždy v plurále a podle tvaru se tedy pro ně hodí 3. význam: Střemy = ves lidí střemých, strmých, tj. prudkých. Zeměpisně se ovšem zamlouvá význam slova strmý = příkrý. Toho užil k výkladu Böhm (Mělník 778), neboť praví, že ves leží na návrší na stráni strmé, příkré. Není-li tento výklad upraven docela uměle, byla by to tvarová jedinečnost.“

## Historie

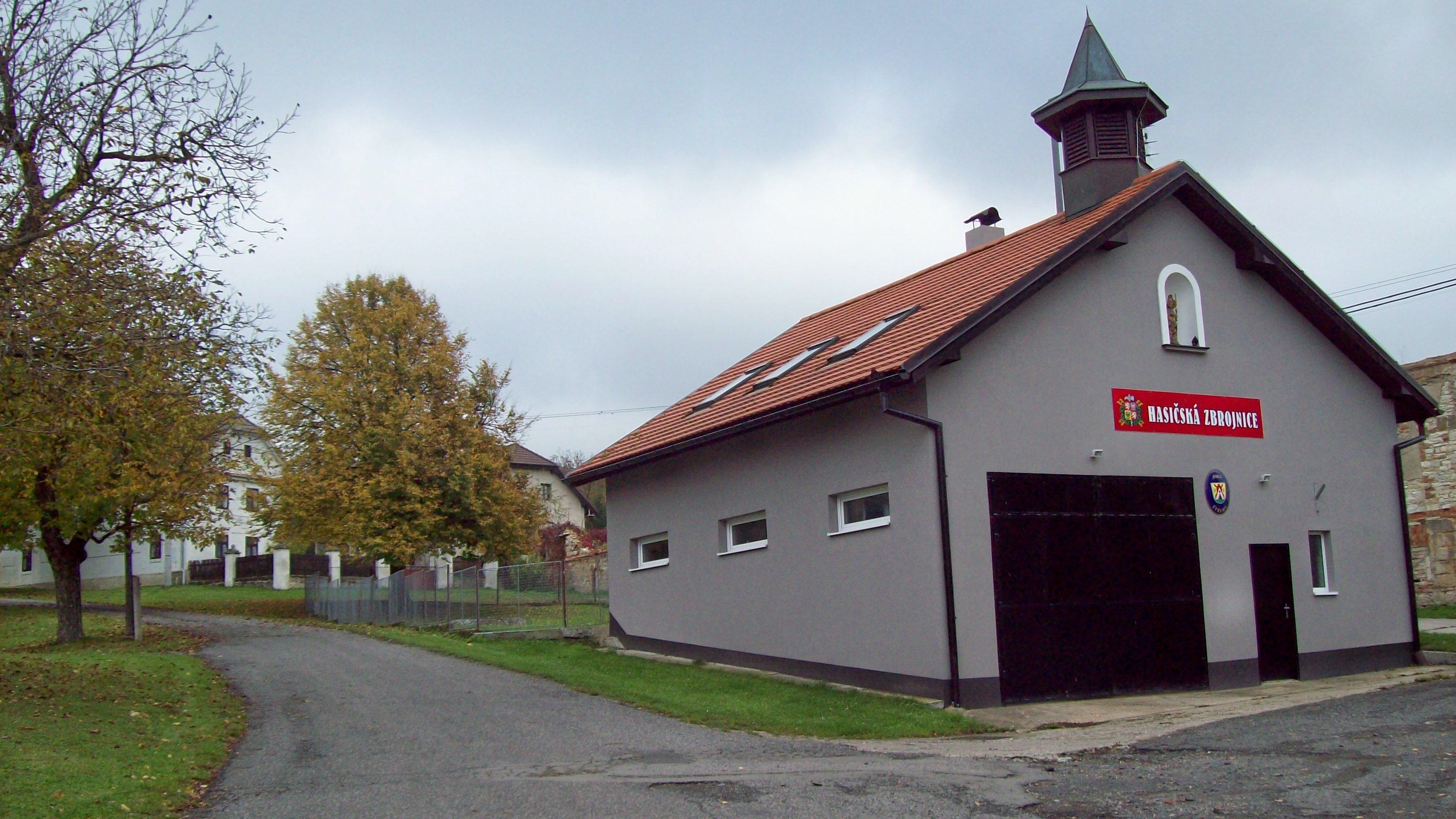
Požární zbrojnice

Střemy se poprvé připomínají již od roku 1245 jako zeměpanský majetek. Tehdy královna Kunhuta Střemy darovala jistému vladykovi Lumbinovi. Část vsi ve 14. století vlastnili pražští měšťané, díl drželi také Berkové z Dubé. Ti získali patrně v 15. století celou ves a připojili ji ke Kokořínu.
Někdy před rokem 1551 ves koupil Jan Štampach ze Štampachu, který si zde postavil nové sídlo. Roku 1573 Střemy získali Belvicové z Nostvic a roku 1597 je připojili k Dolním Beřkovicím. Toto panství vlastnili od roku 1627 Lobkovicové, kteří Střemy připojili k Byšicím. Střemy značně utrpěly za třicetileté války, roku 1654 zde bylo 12 usedlostí osazených a 12 pustých. Od roku 1655 byly Střemy samostatným panstvím, asi roku 1760 však byly opět připojeny k Dolním Beřkovicím.

### Územněsprávní začlenění
Dějiny územněsprávního začleňování zahrnují období od roku 1850 do současnosti. V chronologickém přehledu je uvedena územně administrativní příslušnost obce v roce, kdy ke změně došlo:
- 1850 země česká, kraj Praha, politický i soudní okres Mělník[5]
- 1855 země česká, kraj Praha, soudní okres Mělník
- 1868 země česká, kraj Praha, politický i soudní okres Mělník
- 1939 země česká, Oberlandrat Mělník, politický i soudní okres Mělník[6]
- 1942 země česká, Oberlandrat Praha, politický i soudní okres Mělník[7]
- 1945 země česká, správní i soudní okres Mělník[8]
- 1949 Pražský kraj, okres Mělník[9]
- 1960 Středočeský kraj, okres Mělník
- 2003 Středočeský kraj, okres Mělník, obec s rozšířenou působností Mělník

### Rok 1932
V obci Střemy (392 obyvatel) byly v roce 1932 evidovány tyto živnosti a obchody: cukrář, družstvo pro rozvod elektrické energie ve Střemech, 3 hostince, kolář, kovář, krejčí, mlýn, obuvník, obchod s lahvovým pivem, pokrývač, 7 rolníků, 2 řezníci, 2 obchody se smíšeným zbožím, Spořitelní a záložní spolek pro Střemy a Lhotku, 2 švadleny, trafika, truhlář.
V obci Jenichov (přísl. Hleďsebe, 420 obyvatel, samostatná obec se později stala součástí Střemů) byly v roce 1932 evidovány tyto živnosti a obchody: 3 hostince, kolář, 2 kováři, krejčí, mlýn, 7 rolníků, pekař, obchod s lahvovým pivem, řezník, 4 obchody se smíšeným zbožím, Spořitelní a záložní spolek pro Jenichov, trafika.

## Přírodní poměry
Vesnice stojí na hranici chráněné krajinné oblasti Kokořínsko – Máchův kraj. Do severní části katastrálního území Střemy zasahuje přírodní rezervace Kokořínský důl a jihozápadně od vesnice leží národní přírodní památka Holý vrch.

## Části obce
- Střemy
- Jenichov

Od 1. ledna 1980 do 23. listopadu 1990 k obci patřila i Hleďsebe.

## Charakter obce
Jádrem vesnice je poměrně strmě svažitá ulicová náves, přibližně vřetenovitého tvaru, původně s rybníkem v dolní části (dnes park). Náves je lemována dosti hustě řazenými usedlostmi. Nepočetná mladší chalupnická zástavba vznikala podle přístupových cest a v horní části návsi. Na jihovýchodní straně návsi je situován rozlehlý hospodářský dvůr. V areálu dvora se dochovaly velké zděné chlévy s eklektickou fasádou. Prostředí návsi doplňuje železný kříž a památník obětem první světové války.

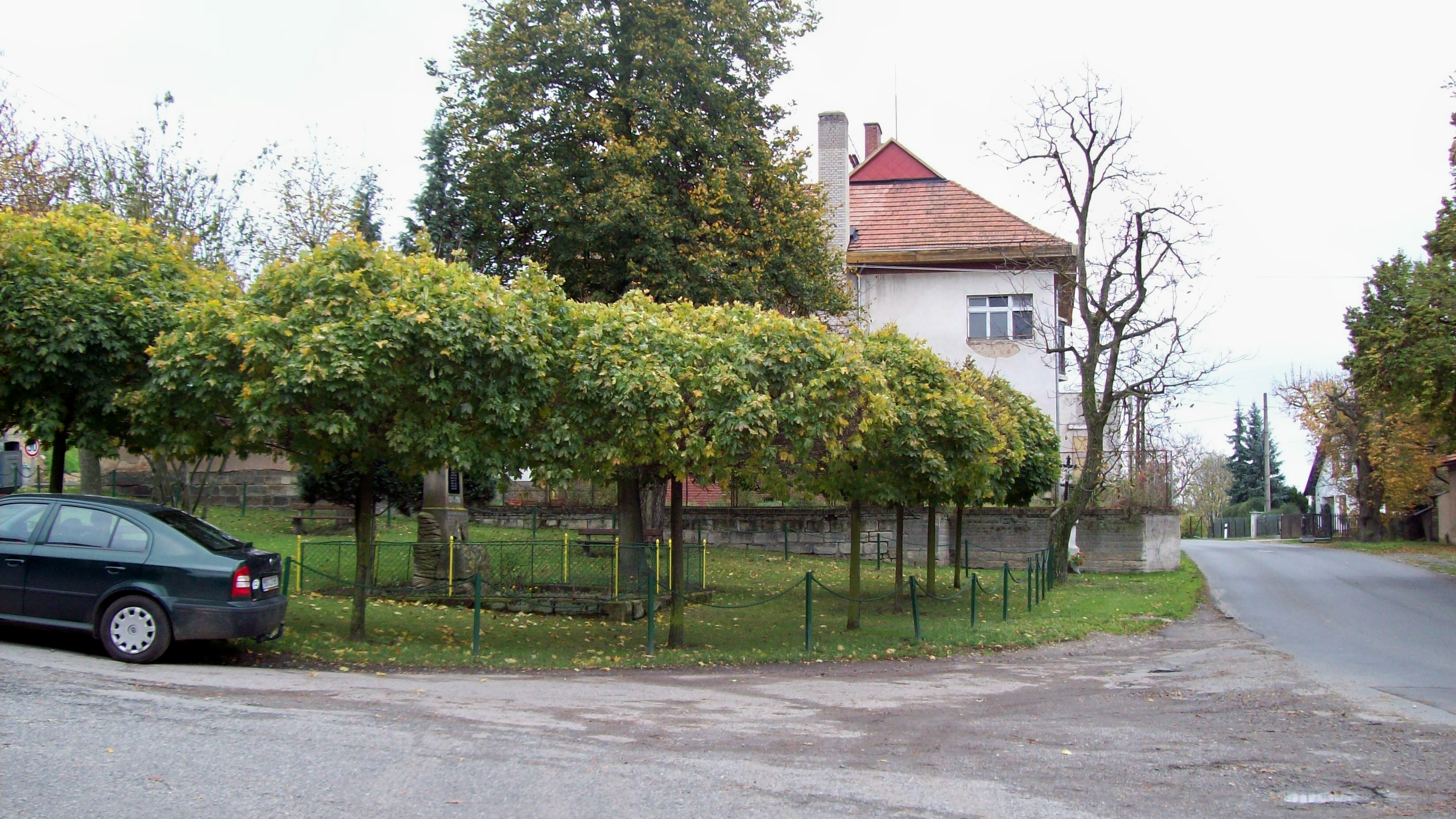
Silnice přes střemskou náves

Střemy leží na styku národopisných oblastí bohatého zemědělského Mělnicka a lesnatého Kokořínska. Z polohy vsi na pomezí těchto regionů vyplývá i charakter její zástavby. Nejvýznamnější lidovou stavbou ve vsi je poměrně nenápadný dům čp. 24, stojící na severozápadní straně návsi. Tento dispozičně značně archaický dům má roubenou obezděnou světnici s trámovým stropem, která pochází snad již z konce 16. nebo 17. století (dům bývá považován za jeden z nejstarších zachovaných na Mělnicku). Do síně se vstupuje z vyvýšeného perónu. Štítové průčelí domu vrcholí jednoduchým lichoběžníkovým štítem. Ojedinělým příkladem roubené stavby je patrový dům čp. 33 na jihovýchodní straně návsi. Dům má na dvorní straně pavlač, přízemí bylo přezděno asi na počátku 20. století. Do dvora vede segmentově zaklenutá brána.

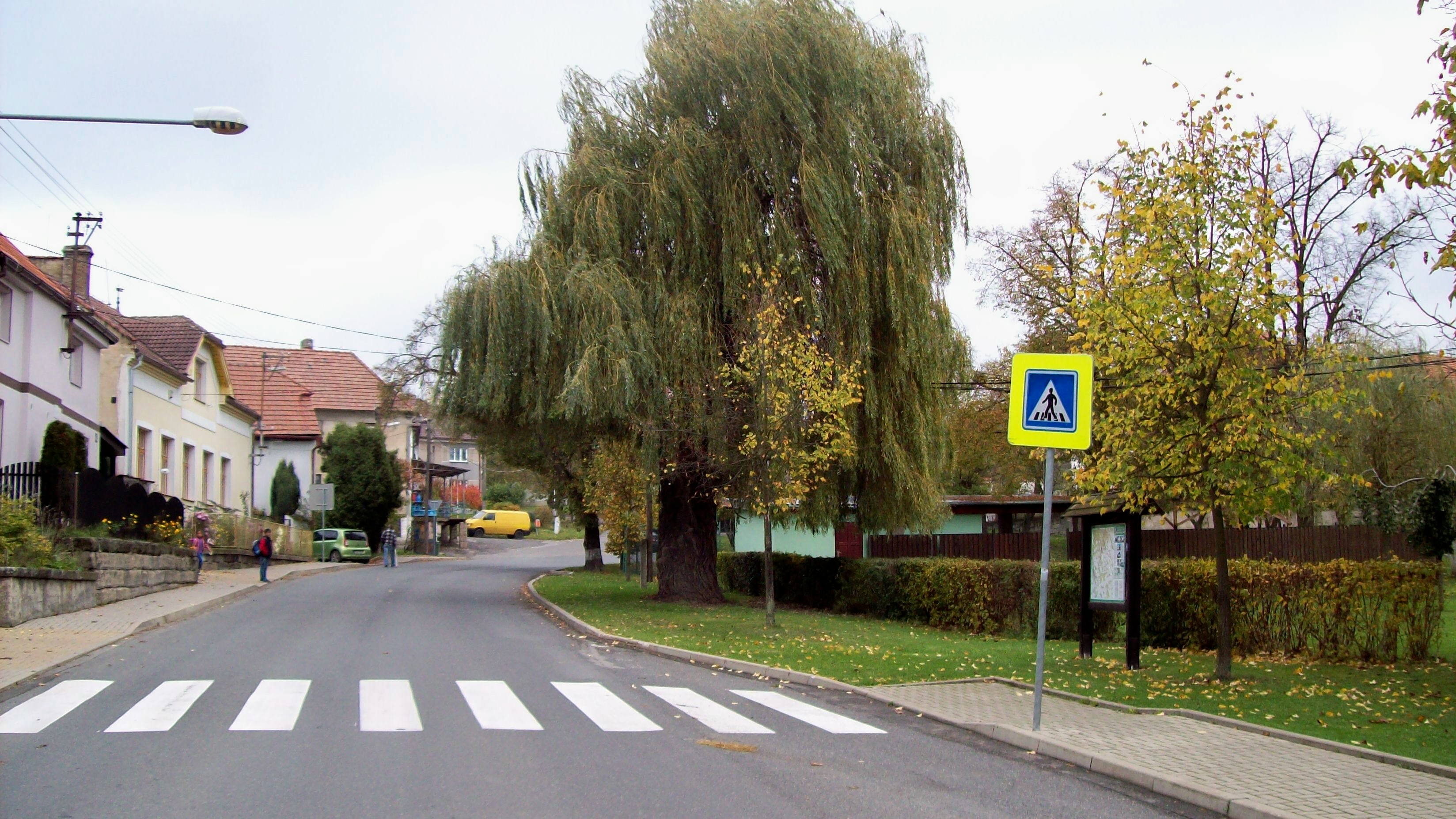
Silnice v centru obce

Roubené jádro má patrně i patrový dům č.e. O2, novodobě upravený. Hodnotným příkladem klasicistní architektury je přízemní dům čp. 19 na severozápadní straně návsi, postavený na vysoké podezdívce s perónem. Dům má jednoduchou klasicistní fasádu, na průčelí navazuje půlkruhově klenutá brána s pilastry. Naproti stojí mladší výměnek v typickém nádražním stylu. Velký patrový dům č. 3 na protější jihovýchodní straně návsi je poměrně dobře zachovalou klasicistní obytnou stavbou, s napojenou kolnou a stodolou. Fasáda pochází až z počátku 20. století. Sousední chalupa č. 4 je pozdně klasicistní, klasicistní jádra mají zmodernizované patrové domy čp. 5, 6 a 18 (z roku 1852).
Ve vsi, jako v sousedních Nebuželích, se zachovalo několik eklektických usedlostí (např. čp. 26, čp. 34 s velkým patrovým domem a segmentovou bránou). Intaktně zachovalými stavbami z přelomu 19. a 20. století jsou domy čp. 31 a 30 v jižní části návsi a patrová chalupa čp. 65. Horní stranu návsi uzavírá přízemní chalupa čp. 17 s typickým zalomeným štítem.

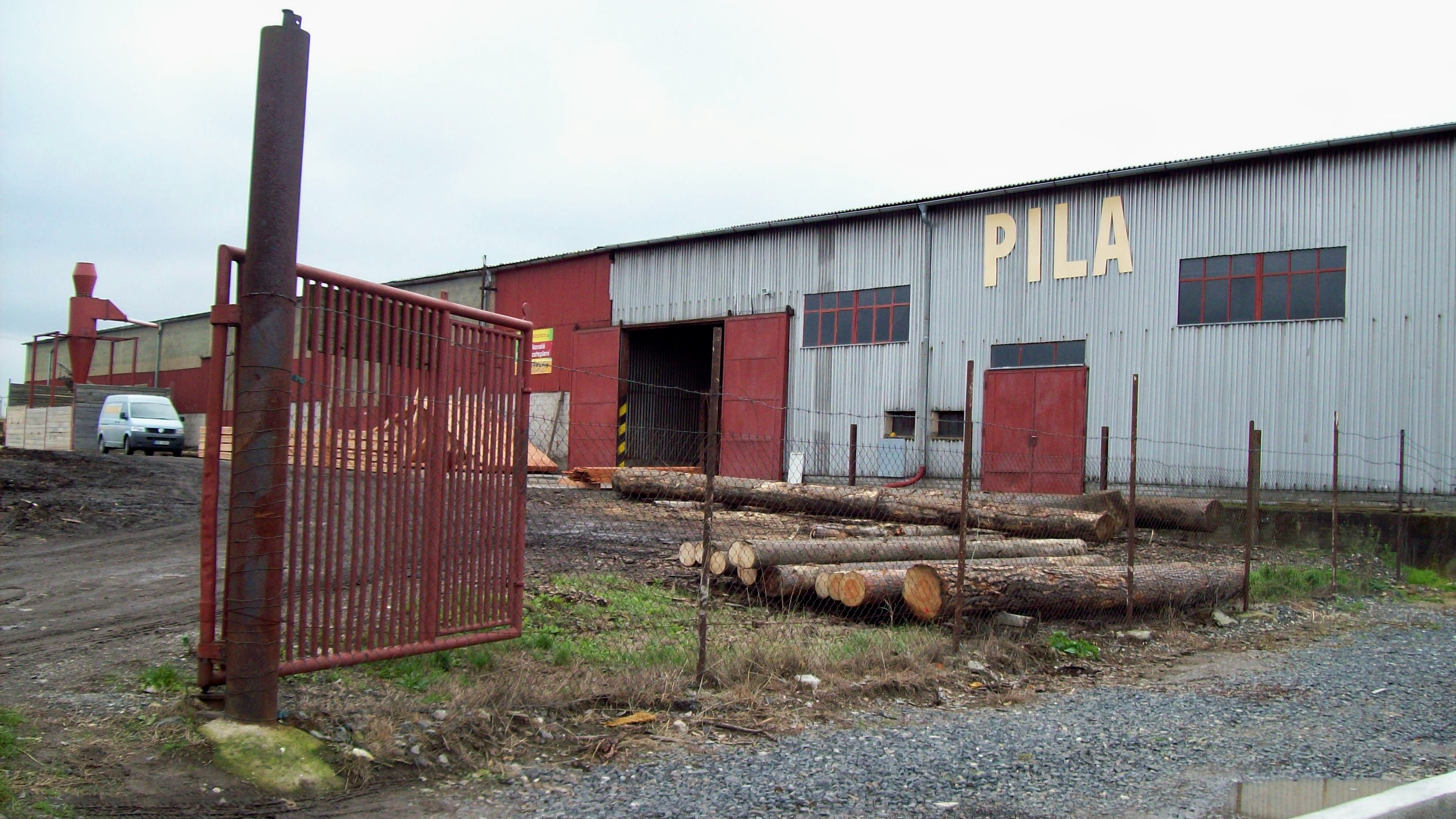
Střemská pila na východním okraji obce

Mimořádně hodnotnou památkou na katastru Střem je mlýn zvaný Štampach, stojící o samotě v údolí Pšovky asi 1,5 km severozápadně od vsi. Jméno mlýna nás jednoznačně odkazuje do druhé poloviny 16. století, kdy Střemy vlastnili Štampachové ze Štampachu. Současný mlýn měl předchůdce ve skalním mlýnu snad již středověkého původu. Pozůstatky skalního mlýna se dochovaly na východní straně údolí. Do přitesané stěny pískovcového ostrohu jsou vysekané dvě vzájemně propojené místnosti s pozůstatky topeniště. Vlastní mlýnice byla přistavěna ke skalní stěně. Skalní mlýn byl jedním z několika obdobných zařízení na Kokořínsku. Nejpozději v 18. století byl postaven nový zděný mlýn pod opačným koncem hráze rybníka. Z pozdně barokního období se dochovala patrová zděná budova s mansardovou střechou, datovaná ve štítu do roku 1756. Na východní straně je lednice, vyzděná z pískovcových štuk. Budova mlýna má dvoudílnou dispozici s dlouhou síní, jejíž zadní podélná část sloužila zároveň jako mlýnice. Z technologického zařízení se dochovala dubová hranice s barokně profilovanými sloupy a palečné kolo. Z architektonického hlediska jsou zajímavé také hospodářské stavby, postavené roku 1913 podle návrhu prof. Velfíka v osobitém stylu, spojujícím secesi s romantizujícími nebarokními a rustikálními prvky.
Střemy představují dodnes památkově poměrně hodnotné sídlo, které stojí poněkud ve stínu mnohem známějších vesnic z oblasti Kokořínska. Zástavba návsi se dochovala hmotově téměř intaktní, i když řada staveb byla již v detailech zmodernizována. V podstatě jedinou rušivou novostavbou na návsi je tak budova samoobsluhy na jejím jižním (dolním) konci. Zejména horní (severní) část návsi ale působí dodnes příznivým dojmem.

## Doprava
Dopravní síť

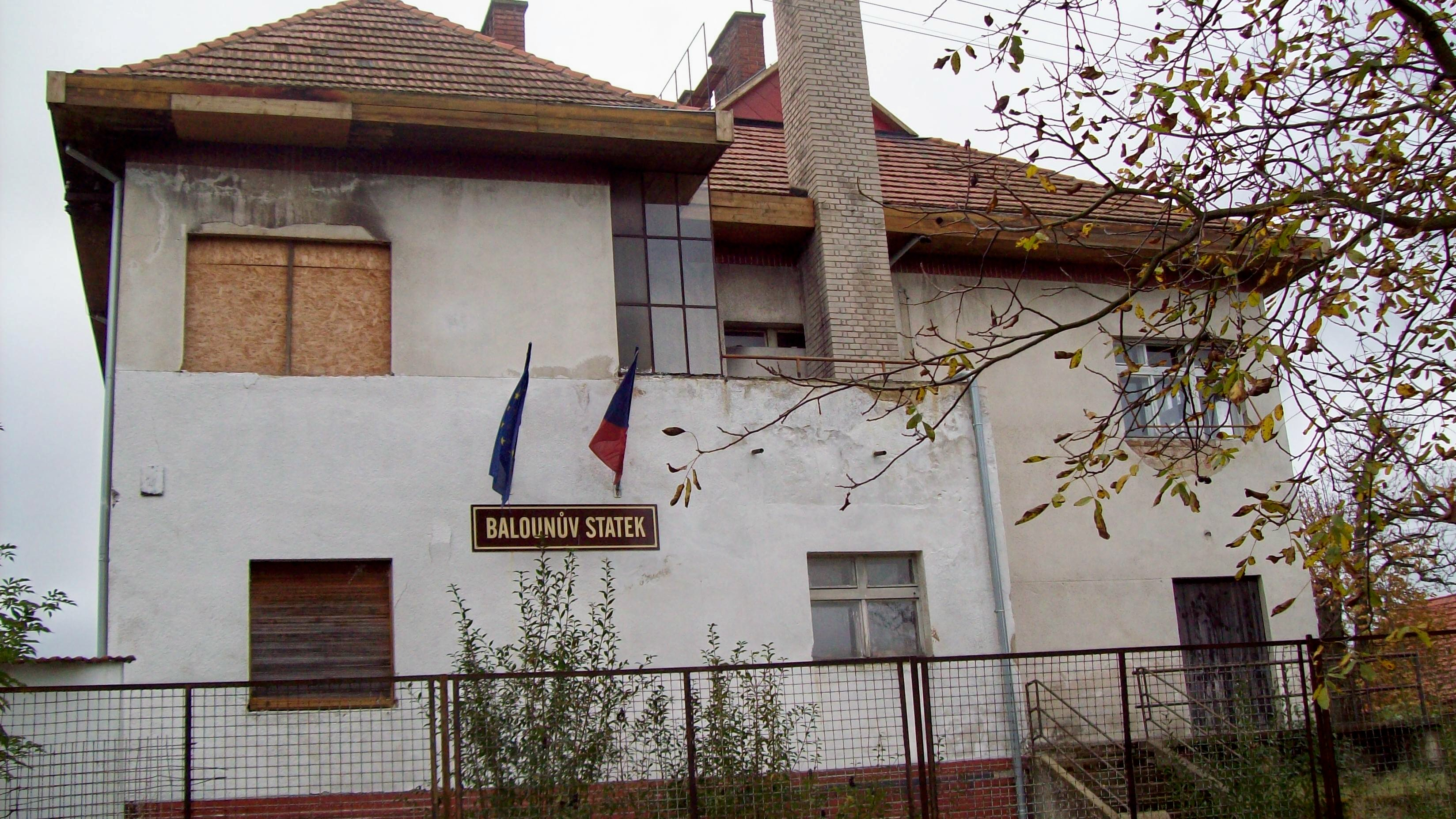
Balounův statek

- Pozemní komunikace – Obcí prochází II/273 Mělník – Střemy – Mšeno – Doksy.
- Železnice – Území obce protíná železniční Trať 076 z Mělníka do Mšena a Mladé Boleslavi. Jedná se o jednokolejnou regionální trať, doprava byla v tomto úseku trati zahájena roku 1897. Nejblíže obci je železniční stanice Lhotka u Mělníka ve vzdálenosti 2 km.

Veřejná doprava 2012
- Autobusová doprava – Na území obce měly zastávky příměstské autobusové linky jedoucí do těchto cílů: Kokořín, Mělnické Vtelno, Mělník, Mšeno (dopravci ČSAD Střední Čechy a Kokořínský SOK).

Územím obce vede červeně značená turistická trasa Mělník – Lhotka – Štampach – Harasov – Kokořínský důl.

## Pamětihodnosti
- Vodní mlýn Štampach
- Venkovská usedlost č.p. 24 na návsi